# Майоров, Борис Павлович
Борис Павлович Майоров (1906—1967) — советский управленец в сфере нефтепереработки; директор Саратовского крекинг-завода, Уфимского, Ново-Уфимского и Ново-Ярославского нефтеперерабатывающих заводов.

## Биография
Родился 19 апреля 1906 года в городе Каменское (ныне в Днепропетровской области) в семье рабочего-металлурга.
Начал трудовую жизнь в 13 лет. В школе доучился после Гражданской войны. Был юнгой. Ходил в заграничное плавание матросом торгового флота. Служил в армии.
По путёвке комсомола был откомандирован на учёбу в Московский нефтяной институт имени Губкина, который закончил в 1936 году по специальности «Машины и оборудование нефтезаводское». Руководил строительством нефтебазы в Москве. Принимал закупленное в США нефтеперерабатывающее оборудование. Изучал технологию изготовления и монтажа аппаратуры.
Руководил Саратовским крекинг-заводом; в годы Великой Отечественной войны за обеспечение бесперебойной работы завода, успешное выполнение заданий фронта награждён орденами Ленина и Трудового Красного Знамени, медалью «За доблестный труд в Великой Отечественной войне». После войны возглавлял Уфимский нефтеперерабатывающий завод и строительство Ново-Уфимского нефтеперерабатывающего завода. С 20 мая 1953 года руководил строительством, а затем и работой Ново-Ярославского нефтеперерабатывающего завода.
В его честь в 1986 году переименована улица Коллективная в посёлке нефтяников (Нефтестрой) в Ярославле.